# Teràmenes d'Atenes
Teràmenes (grec antic: Θηραμένης, llatí: Theramenes) fou un home d'estat grec ateneès, fill d'Hagnó i nadiu del dem d'Estira i de la tribu Pandionis, encara que hi ha autors com Plutarc que el fan nascut a l'illa de Cos i adoptat per Hagnó, que no se sap si era el mateix personatge que el fundador d'Amfípolis, però en tot cas era algú amb molt de prestigi, car segons Xenofont, la primera menció de Teràmenes és en relació amb el seu pare.

## Biografia
L'any 411 aC era un dels dirigents de la revolució oligàrquica i membre del govern del Quatre-cents en el que no hauria ocupat una posició destacada o almenys la que esperava. La revolució democràtica de la flota a Samos, en favor d'Alcibíades, li va fer comprendre que els dies dels Quatre-cents estaven comptats, i d'acord amb Aristòcrates i altres, es va separar del sector radical oligàrquic i es va erigir en cap dels moderats.
Es va oposar a la fortificació pels oligarques d'Etiònia a un turó del Pireu com a part del seu pla per admetre als rivals al port. Els ambaixadors oligarques enviats a Esparta per negociar la pau van retornar sense aportar un resultat favorable, i poc després va aparèixer al golf Sarònic la flota peloponèsia que anava cap a Eubea. Va fomentar el motí dels soldats que treballaven a la construcció de la fortalesa d'Etiònia, i més tard es va oferir als seus companys per aturar el motí i quan van acceptar la seva mediació, llavors va fer destruir les obres que ja estaven fetes.
Els Quatre-cents van caure poc després i Teràmenes va acusar Antifont i Arqueptòlem, abans amics seus, que van ser condemnats a mort, i segons Tucídides això li va fer guanyar prestigi.
El 410 aC el van enviar amb 30 vaixells per impedir la construcció d'un pont que els beocis i els habitants d'Eubea estaven construint a Euripos per connectar l'illa amb la Grècia continental i afavorir la seva defensa contra els atenencs. No va aconseguir aturar l'obra i llavors va passar per diverses illes on va exigir contribucions, va reforçar les faccions democràtiques i a Paros fins i tot va enderrocar el govern oligàrquic, segons Diodor de Sicília.
El mateix any va anar amb un esquadró a ajudar el rei Arquelau I de Macedònia a conquerir Pidna, però com el setge va durar bastant, se'n va anar a Tràcia per unir la seva flota a la de Trasibul i llavors va recaptar taxes a la zona fins que el van cridar a Càrdia on hi havia el gruix la flota atenenca.
A la gran batalla de Cízic, Teràmenes, bon general, va dirigir una de les tres divisions atenenques mentre Alcibíades i Trasibul manaven les altres dues. Després va compartir els èxits d'Alcibíades el 408 aC, i va prendre part activa en el setge de Calcedònia i la submissió de Bizanci.
A la batalla de les Arginuses el 406 aC, on els atenencs van obtenir la victòria, va tenir el comandament subordinat de l'ala dreta atenenca i va rebre l'ordre de salvar a tots els vaixells damnats possibles i als seus tripulants, però una tempesta ho va fer impossible. Teràmenes però no ho va argumentar així i va acusar els generals de la flota de negligència i per les seves maquinacions, un nombre de generals van ser executats. Se sospita que aquests fets eren part d'una conspiració oligàrquica. Diodor diu que aquesta acció li va comportar l'enemistat dels altres almiralls.
En els anys següents va estar al costat dels oligàrques i Lísies diu que fins i tot el 405 aC no va sortir elegit general pel poble per la seva distància del govern democràtic. Es van nomenar tres nous comandants al costat de Conó, Adimant i Fílocles). Durant el setge d'Atenes per Lisandre el mateix 405 aC, després del fracàs d'una ambaixada atenenca que proposava el final de la guerra en condicions molt desfavorables, Teràmenes es va oferir per parlamentar amb el general espartà. Va romandre tres mesos al camp espartà i quan va retornar va comunicar que havia estat retingut per Lisandre, que finalment va suggerir que l'enviessin a Esparta amb la seva proposta, i demanava poders per negociar, el van enviar a Esparta amb nou ambaixadors més.
El 404 aC ja de retorn i amb unes condicions molt dolentes imposades pels espartans, va aconseguir el decret de l'assemblea que eliminava la constitució i establia el govern dels Trenta tirans entre els quals era inclòs. Això no es va aconseguir sense una forta oposició, però la presència de Lisandre garantia la seguretat d'aquest govern.

## Mort
Es va oposar als excessos dels tirans, i immediatament Críties, que volia desfer-se d'ell, el va acusar de traïdor i enemic de l'oligarquia davant el consell. Els jutges estaven a punt de dictar l'absolució quan Críties va introduir al consell un grup d'homes armats, va treure el nom de Teràmenes de la llista dels trenta i el va condemnar amb el consentiment de tots els seus companys. Teràmenes es va voler resguardar darrere l'altar de la cambra del consell, però va ser tret d'allà per força i portat a l'execució. El van condemnar a beure la cicuta, i quan quedaven algunes gotes va fer com si jugués al cótabos i va exclamar: "Això va per la salut de Críties". Diodor diu que Teràmenes va ser deixeble de Sòcrates, i que el filòsof s'havia esforçat perquè no arribés a aquest final. El Pseudo Plutarc diu que Isòcrates va ser alumne de Teràmenes, i que l'orador va ser l'única persona que es va preocupar d'ajudar-lo.